# Кладовище Святого Іоанна Хрестителя (Ріо-де-Жанейро)
Кладовище Святого Іоанна Хрестителя (порт. Cemitério de São João Batista) — міський некрополь, розташований в південно-східній частині бразильського міста Ріо-де-Жанейро в районі Ботафогу.

## Історія

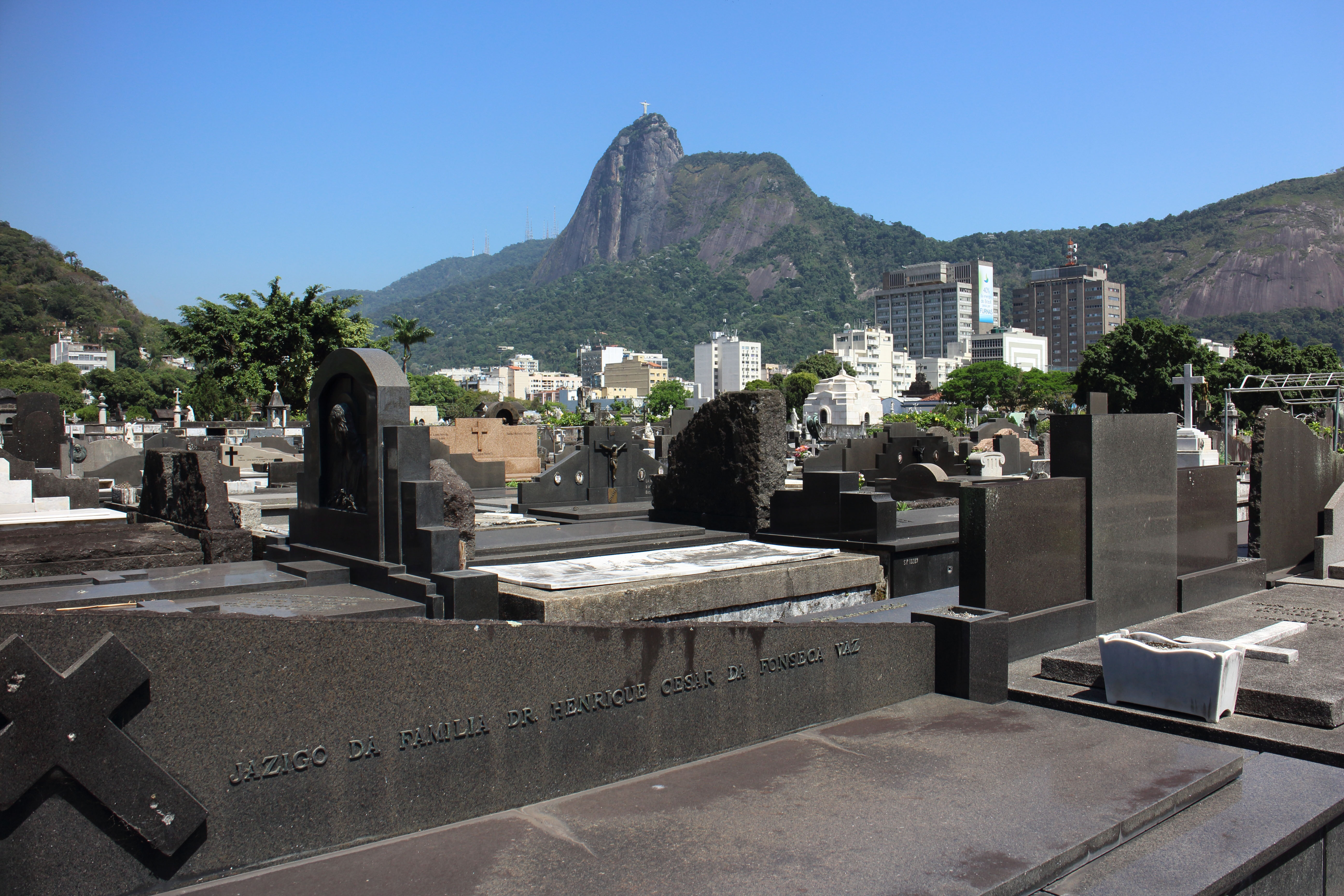
Вид на цвинтар Святого Іоанна Хрестителя

Засновано 4 грудня 1852, цього дня було перше поховання — чотирирічна Розаура. У 1855 на цвинтарі поховано 412 людей. Нині на цвинтарі є близько 25 000 могил, у яких поховано близько 65 000 людей, більшість із них католики.
Завдяки своєму історичному та мистецькому значенню цвинтар Святого Іоанна Хрестителя вважається туристичною пам'яткою Ріо-де-Жанейро та частиною культурної експозиції міста.
На цвинтарі поховано багато знаменитих осіб, які залишили свій внесок в історії Бразилії. Сто п'ятдесят пам'ятників мають QR-коди (2D-штрих-код, які можна відсканувати за допомогою смартфонів), що показують історію людини, похованої там.

## Відомі люди, поховані на цвинтарі

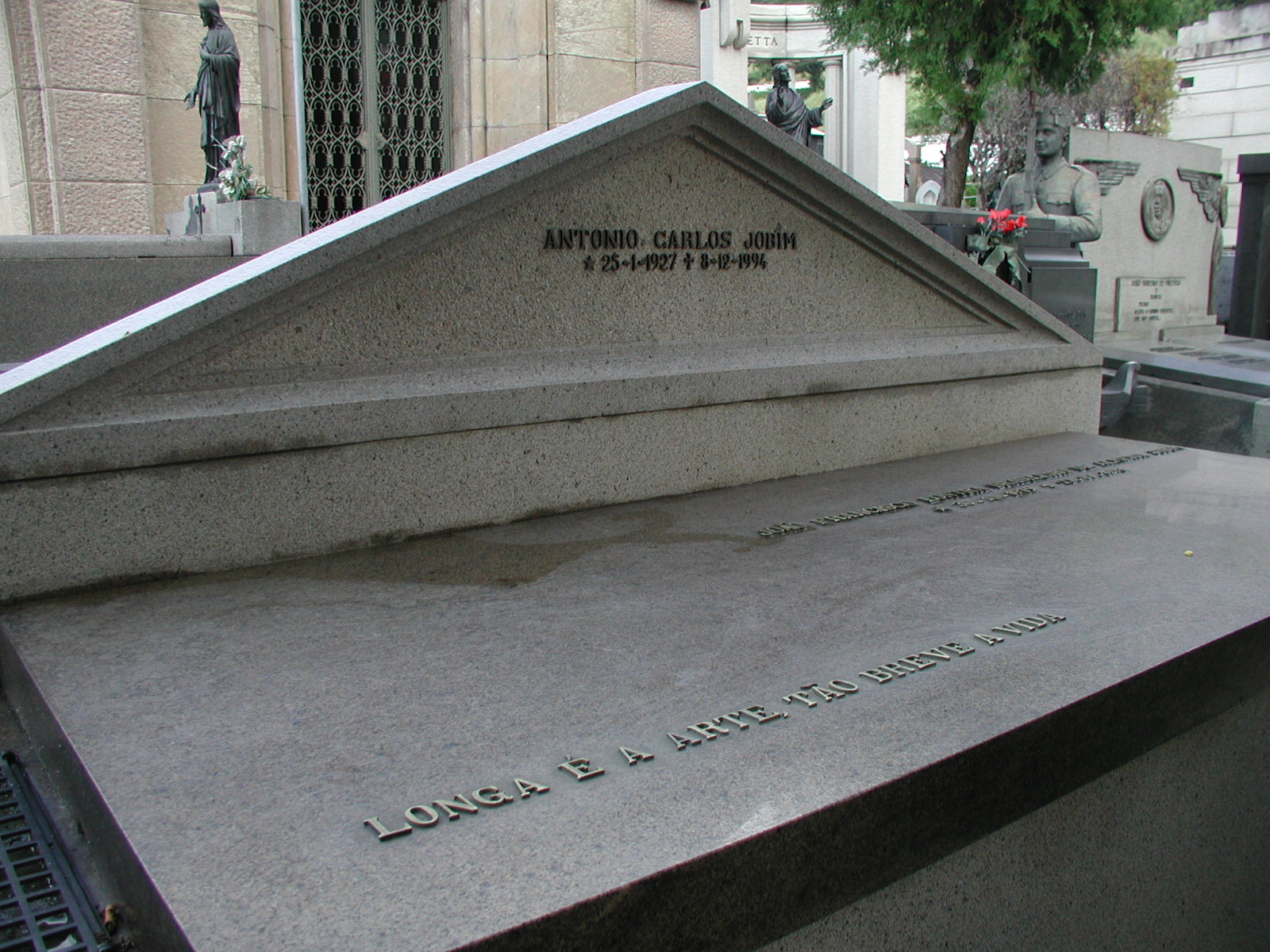
Могила композитора А. Жобіма

- Жуау Авеланж, президент ФІФА (1974—1998).
- Азереду і Сільвейра, Антоніу Франсіску, міністр закордонних справ Бразилії (1974—1979).
- Алваріс ді Азеведу, Мануел Антоніу, прозаїк, поет, драматург та есеїст.
- Баррозу, Арі, композитор.
- Артур Бернардіс, президент Бразилії (1922—1926).
- Боккіно, Альсеу Аріосто, композитор.
- Ейтор Вілла-Лобос, композитор.
- Еміліу Гарастазу Медічі, президент Бразилії (1969—1974).
- Ернесту Гейзел, президент Бразилії (1974—1979).
- Де Жезус, Клементіна, співачка.
- Друммонд де Андраде, Карлос, поет.
- Аутран Доурадо, письменник.
- Еуріку Гаспар Дутра, президент Бразилії (1946—1951).
- Антоніу Карлус Жобін, композитор, співак.
- Мартінас Ічас, російський та литовський політичний діяч, депутат IV Думи.
- Дорівал Кайммі, композитор, співак.
- Казуза, рок-музикант, співак та поет.
- Кафе Фільйо, президент Бразилії (1954—1955).
- Марселу Каетану, прем'єр-міністр Португалії (1968—1974).
- Артур да Коста-і-Сілва, президент Бразилії (1967—1969).
- Ізідор Кюршнер, футболіст та тренер.
- Жозе Ліньярес, президент Бразилії (1945—1946).
- Карлус Луз, в. о.президента Бразилії (1955).
- Сестри Кармен (1955) та Аврора (2005) Міранда, співачки, танцівниці, актриси.
- Вінісіус ді Морайс, поет.
- Альберто Непомусено, композитор.
- Флоріану Пейшоту, президент Бразилії (1891—1894).
- Афонсу Пена, президент Бразилії (1906—1909).
- Нілу Песанья, президент Бразилії (1909—1910).
- Кандіду Портінарі, художник.
- Альберто Сантос-Дюмон, піонер авіації.
- Сезар, Ана Крістіна, поетеса.
- Салгаду, Зеліа, художниця
- Буза Феррас, актор.

Кладовище Святого Іоанна Хрестителя стало першим кладовищем Латинської Америки, яке буде показано на Google Street View.